# 夜生活

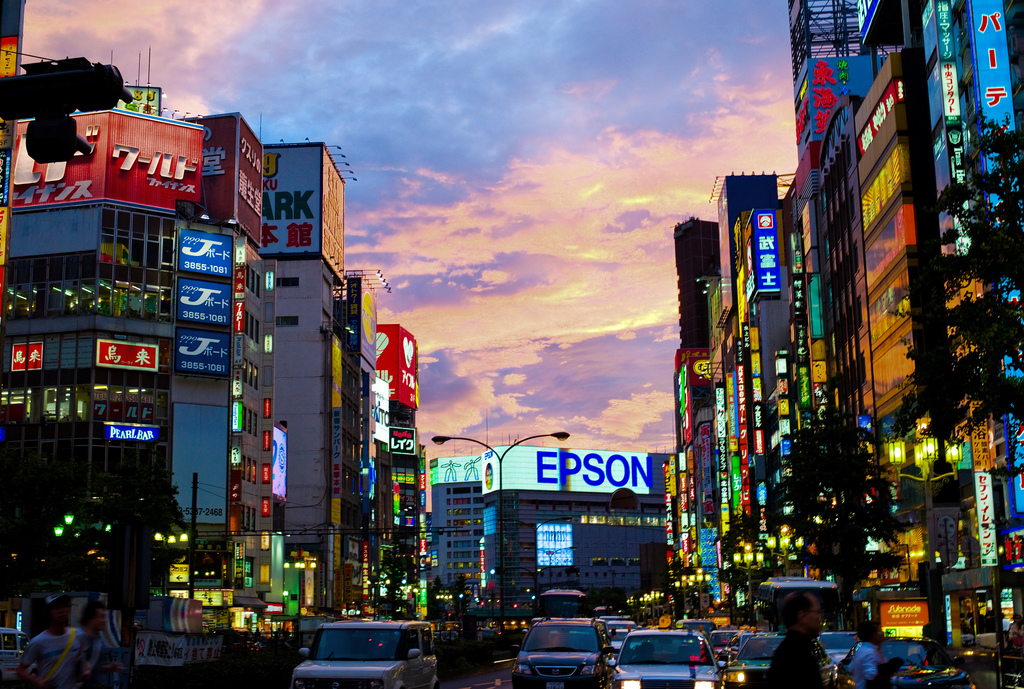
日本最大的繁華街－歌舞伎町招牌群，位於23區的新宿區。

夜生活泛指人类從黄昏到凌晨時段盛行的活動。夜間活動一般被視為相对于日間勞動等正式活動，夜生活一詞也常偏向娛樂性質。夜晚有陰暗的意思，大部分人都於夜晚休息，夜晚活動的人被認為是做不法勾當，使之成为陰謀、恐怖、暴力及色情等等的代名詞。
以娛樂為主的夜生活形式包括有酒館、酒吧、夜總會、戲劇或秀場、夜店、歌廳、酒店、卡拉OK、夜市、宵夜飲食店及夜遊等等；另外特定節日如中元節、中秋節、除夕及元宵節等等都有特殊的夜間活動習俗，民間更有為了結婚、生子及卜卦等等目的而有的夜間儀式或風俗。
世界许多大都市常常因其夜生活的豐富多采而聞名。例如巴黎、圣保罗、紐約、东京、伦敦、柏林等等；而對於努力於城市行銷，如上海、香港等都市，也會以其夜間生活，乃至於美麗的建築灯光表演來吸引世界的注意。